# 寺田生家
寺田 生家（てらだ なりいえ）は、戦国時代から安土桃山時代かけての武将。寺田又右衛門の名でも知られる。

## 経歴
和泉国和泉郡寺田村の国人である寺田知正の長男。松浦安大夫（宗清）は弟。寺田村を領す。
最初、松浦肥前守（光）の家臣だったが、室町幕府15代将軍・足利義昭を追放した頃ぐらいから織田信長に仕える。元亀年間は岸和田城主であった形跡がある。
天正4年（1576年）7月9日、和泉衆の沼間任世・生家・宗清は、信長により大坂付近の作毛刈取り（所謂、青田刈り）を命じられている。同月13日の第一次木津川口の戦いに参加したが、敗れた。この頃より佐久間信盛の与力とされ、同6年（1578年）8月14日、信盛の命令で信長出陣のための用木・船などを準備している。同8年（1580年）8月の佐久間父子追放の後は、どこの所属になったか明らかではない。
天正9年（1581年）の馬揃えでは、1月23日の時点では和泉衆の1人に挙げられており、和泉衆を率いた蜂屋頼隆の与力とされていたのかもしれないが、紀伊方面を担当した織田信張の配下として、天正10年（1582年）1月の土橋攻めに参加し、泉職坊を討ったので、あるいは信張の与力であったのか。
天正10年6月の本能寺の変以後は、羽柴秀吉に仕え、天正11年（1583年）からは中村一氏の与力。天正13年（1585年）の雑賀攻めで戦功があった。しかし同年の四国の役で羽柴秀長の配下で阿波国へ出陣して、7月、一宮城の戦いで討死した。